# فرناندا كورينغو
فرناندا كورينغو هي متسابقة ملكة الجمال وعارضة إكوادورية، ولدت في 24 مارس 1989 في كيتو في الإكوادور.